# Hugues Duboscq
Hugues Duboscq (* 29. August 1981 in Saint-Lô) ist ein französischer Schwimmsportler. Der Brust-Spezialist konnte bei zwei Olympischen Spielen und einmal bei Weltmeisterschaften die Bronzemedaille über 100 m Brust sowie acht Medaillen bei Europameisterschaften in verschiedenen Staffel- und Einzelwettbewerben und über zwanzig französische Meistertitel gewinnen.

## Werdegang
Dubosq wurde 2000 erstmals französischer Meister und qualifizierte sich damit für die Olympischen Spiele 2000, wo er jedoch als Letzter seines Laufs über 100 m Brust im Halbfinale ausschied, mit der französischen 4 × 100-m-Lagenstaffel wurde er Siebter. Auch bei den Europameisterschaften im selben Jahr verpasste er als Vierter mit 0,31 Sekunden Rückstand auf den Dritten im 100-m-Brust-Rennen seine erste internationale Medaille, die er aber dann doch bei den nächsten Europameisterschaften 2002 in Berlin erringen konnte. Über 100 m Brust gewann er Bronze, mit der 4 × 100-m-Lagenstaffel Silber.
Im Olympiajahr 2004 zeigte er sich von bestechender Form; bei den Europameisterschaften gewann er über 50 und 100 m Brust sowie mit der 4 × 100-m-Lagenstaffel die Silbermedaille, bei den Olympischen Spielen die Bronzemedaille über 100 m Brust und stand mit der Lagenstaffel im Finale, wo jedoch lediglich ein fünfter Platz gelang.
Nach der Bronzemedaille über 100 m Brust bei den Weltmeisterschaften im Folgejahr blieben Spitzenleistungen aus, er feierte aber bei den Schwimmeuropameisterschaften 2008 ein Comeback; über 100 m Brust holte er Silber, über 200 m Brust Bronze und qualifizierte sich damit für seine dritten Olympischen Spiele.
Bei den Olympischen Spielen 2008 in Peking gewann er Bronze über die 100 und 200 m Brust.
Nur knapp ein halbes Jahr später, bei den Kurzbahneuropameisterschaften in Rijeka konnte er sich, nach dem Rücktritt des Ukrainers Oleh Lissohors, dem Dominators über die Bruststrecken der letzten Jahre, seinen ersten Titel bei wichtigen internationalen Wettkämpfen sichern. Duboscq gewann mit Europarekord über die 200 m Bruststrecke. Außerdem wurde er über die 100-m-Brustdistanz Zweiter.
Dubosq ist Sportsoldat.